# Le Garn
Le Garn (okzitanisch: Lo Garn) ist eine französische Gemeinde mit 255 Einwohnern (Stand: 1. Januar 2022) im Département Gard in der Region Okzitanien (bis 2015 Languedoc-Roussillon); sie gehört zum Arrondissement Nîmes und zum Kanton Pont-Saint-Esprit. Die Einwohner werden Garnois genannt.

## Geografie
Le Garn liegt etwa 55 Kilometer nordnordöstlich von Nîmes und etwa 30 Kilometer nordwestlich von Orange. Umgeben wird Le Garn von den Nachbargemeinden Labastide-de-Virac im Norden und Nordwesten, Saint-Remèze im Norden und Nordosten, Aiguèze im Osten, Laval-Saint-Roman im Osten und Südosten, Issirac im Süden sowie Orgnac-l’Aven im Westen.

## Bevölkerungsentwicklung
| Jahr                       | 1962 | 1968 | 1975 | 1982 | 1990 | 1999 | 2006 | 2017 | 2021 |
| Einwohner                  | 140  | 134  | 128  | 149  | 192  | 221  | 220  | 213  | 233  |
| Quellen: Cassini und INSEE |      |      |      |      |      |      |      |      |      |

## Sehenswürdigkeiten
- Dolmen im Bois de Garn
- Kirche Notre-Dame
- ein Siechenhaus des Tempelritterordens befindet sich an der Ardeche
- Reste eines alten Klosters aus dem 12. Jahrhundert

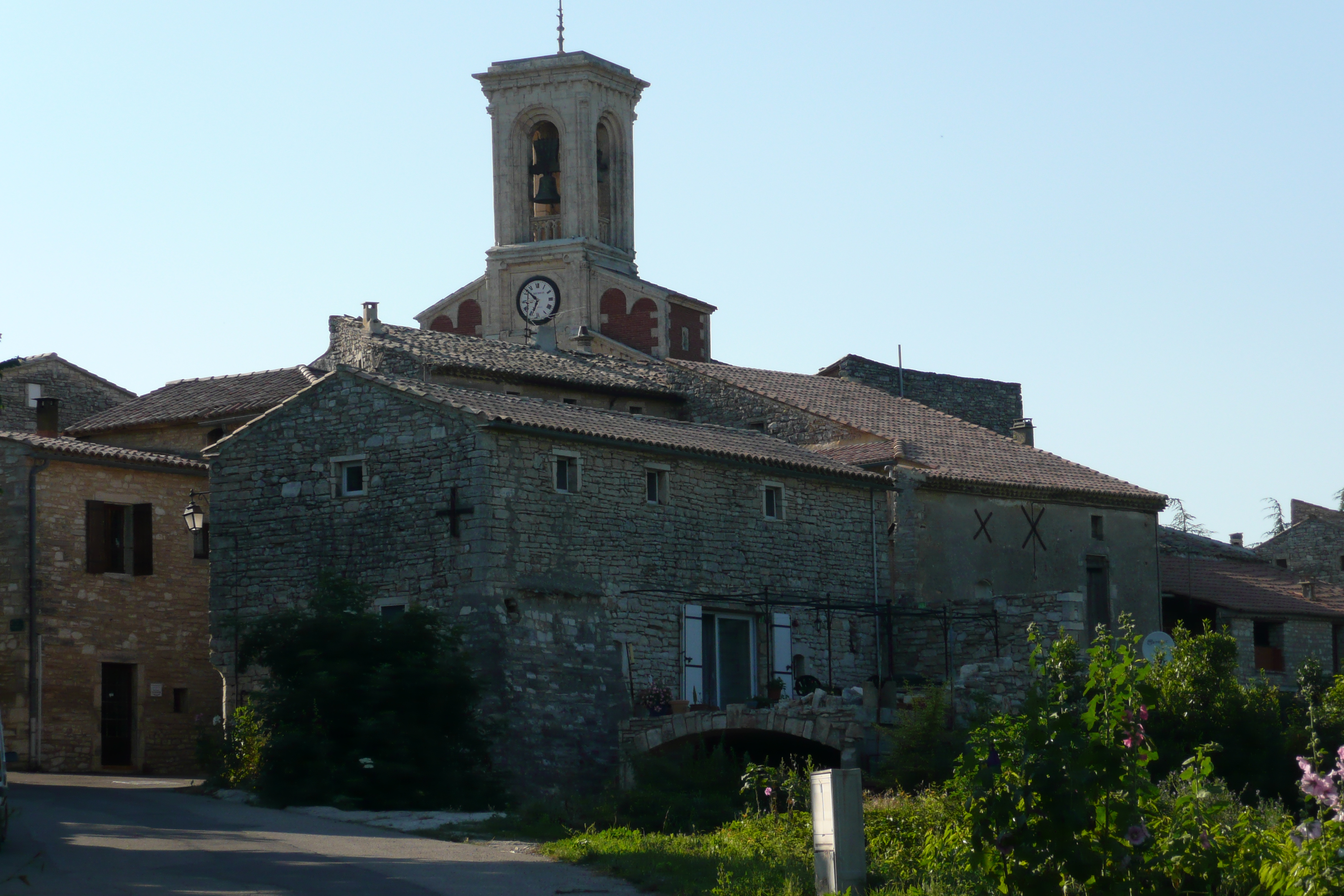
Kirche Notre-Dame